# うず潮 (1975年の映画)
『うず潮』（うずしお、Le Sauvage）は、1975年のフランスのロマンティック・コメディ映画。監督はジャン＝ポール・ラプノー、出演はイヴ・モンタンとカトリーヌ・ドヌーヴなど。
フランスで商業的に成功し、同年公開の映画で12番目に売上の高い映画となった。

## キャスト
| 役名           | 俳優                 | 日本語吹替                         |
| 役名           | 俳優                 | TBS版                              |
| -------------- | -------------------- | ---------------------------------- |
| マルタン       | イヴ・モンタン       | 黒沢良                             |
| ネリー         | カトリーヌ・ドヌーヴ | 小原乃梨子                         |
| ヴィットリオ   | ルイジ・ヴァンヌッチ | 池田勝                             |
| アレックス     | トニー・ロバーツ     | 富山敬                             |
| マーク         | ボボ・ルイス         | 京田尚子                           |
| ジェシー       | ダナ・ウィンター     |                                    |
| 不明 その他    | N/A                  | 緑川稔 塚田正昭                    |
| 日本語スタッフ |                      |                                    |
| 演出           |                      |                                    |
| 翻訳           |                      |                                    |
| 効果           |                      |                                    |
| 調整           |                      |                                    |
| 制作           |                      |                                    |
| 解説           | 解説                 | 荻昌弘                             |
| 初回放送       | 初回放送             | 1978年9月11日 『月曜ロードショー』 |